# David Frischmann

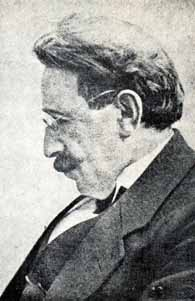
David Frischmann.

David Frischmann född 31 december 1859 i Zgierz, död 4 augusti 1922 i Berlin, var en hebreisk författare, tidskriftsredaktör och översättare.
Frischman debuterade 1882 som hebreisk författare och verkade från 1886 som tidskriftsförfattare.
Frischmann studerade filologi och filosofi i Breslau 1890-1895. Han införde europeiska värderingar i den hebreiska litteraturen och motsatte sig att litteraturen användes för nationella ändamål. Som översättare har han bland annat översatt verk av H. C. Andersen och Nietzsche. 
Bland hans dikter märks Messias (översatt av M. Ehrenpreis och R. Josephson i Nyhebreisk lyrik. Bland hans överi litteratur märks berättelser, oftast med bibliska motiv, samt journalistik, i synnerhet essayer och kåserier. En fullständig upplaga av Frischmanns samlade arbeten började utges 1925.